# Centrum (opcja polityczna)
Centrum – określenie stronnictw politycznych, których poglądy można określić jako pośrednie pomiędzy lewicowymi a prawicowymi, odgrywających pewną rolę szczególnie w systemach wielopartyjnych. W szerszym znaczeniu nazwą tą określa się także partie centrolewicowe i centroprawicowe.  